# Allerleirauh (2012)
Allerleirauh ist ein deutscher Märchenfilm von Christian Theede aus dem Jahr 2012. Er beruht auf dem gleichnamigen Märchen der Brüder Grimm und wurde vom NDR für die ARD-Reihe Sechs auf einen Streich produziert.

## Handlung
Der verwitwete König Tobald wird von seinem Berater gedrängt, wieder zu heiraten, damit das Reich eine Königin habe. Der Berater legt ihm Bilder von drei heiratsfähigen schönen Frauen vor. Der König lehnt kategorisch ab und erklärt, dass er seiner verstorbenen Frau fest versprochen habe, nur eine zu heiraten, die ihr gleiche, und da gebe es nun mal keine Einzige auf der Welt. Indem er dies sagt, fällt sein Blick durch das Fenster auf seine dort im Hof beschäftigte Tochter Lotte, und er entbrennt von einem Augenblick auf den nächsten in Begierde zu ihr. Er lässt seiner Tochter und seinem Hofstaat verkünden, dass er sie, seine eigene Tochter, heiraten werde, da sie die Einzige sei, die seiner verstorbenen Frau in Anmut und Schönheit gleiche. Die Tochter lehnt dieses Ansinnen als gegen Gottes Gesetz ab. Ebenso widersprechen Berater und Köchin. Der König aber beruft sich auf seine Macht. So willigt die Tochter ein, wenn der Vater ihre scheinbar unerfüllbaren Bedingungen erfüllt: Sie wünscht sich drei Kleider, eines so golden wie die Sonne, ein anderes so silbern wie der Mond und das dritte so glänzend wie die Sterne. Außerdem verlangt sie einen Mantel, der aus tausenderlei Pelz- und Rauhwerk zusammengesetzt sein soll, und jedes Tier im Königreich soll ein Stück Haut dazugeben. Der König verspricht, alle Wünsche zu erfüllen. Die Jungfern des Reiches weben Sonnenlicht und Mondlicht in die Stoffe ein, und Knechte fangen Sternschnuppen, die in das dritte Kleid eingewoben werden. Alle Jäger des Reiches ziehen aus, um von jeder Tierart eines zu erlegen. Auch der Mantel wird so fertiggestellt. So hat die Königstochter keine Handhabe mehr, sich dem Vater zu verweigern. Deshalb zieht sie in der Nacht vor der geplanten Hochzeit das Gewand einer Magd an, beschmiert ihr Gesicht und ihre Hände mit Ruß, wirft den Fellmantel über, und schickt sich an, zu fliehen. Die drei wunderbaren Kleider verbergen sich durch Zauber in einer Walnuss, die das Mädchen an sich nimmt. Auf dem Weg hinaus trifft sie auf die Köchin, die ihr Glück wünscht und sie ziehen lässt. Die Königstochter fragt die Köchin, ob ihre Mutter wirklich gewollt habe, dass ihr Vater sie heiraten solle. Die Köchin verneint dieses, die Königin habe gewünscht, dass ihr Mann wieder eine Frau mit goldenem Herzen finde. Der König hat also in seiner Trauer Aussehen mit innerer Schönheit verwechselt. Die Köchin gibt dem Mädchen im Auftrage der Mutter einen Ring, ein kleines Spinnrad und eine kleine Haspel aus Gold. Diese Dinge sollen ihr helfen, ihren Liebsten zu finden. Sie flieht aus dem Schloss und aus ihres Vaters Reich. Als sie tief im Wald angelangt ist, legt sie sich nieder.
Am nächsten Tag veranstaltet der junge König Jakob dort eine Jagd. Die Jäger finden ein seltsames „Pelzgeschöpf“ und melden es dem König. Er ordnet an, es lebendig auf das Schloss zu bringen. Als die Jäger feststellen, dass es ein Mädchen ist, beschließt der König,  dass sie in der Küche helfen soll. Der Koch Mathis tauft das Mädchen Allerleirauh und nimmt sie als Küchenhilfe an. Die ganze Zeit verbirgt sich das Mädchen unter seinem Pelz. Es wird deshalb von den Gefolgsleuten des Königs und auch ihm selbst ausgelacht und gedemütigt, erträgt dies aber mit Stolz. Der Koch fragt sie, warum sie sich niemandem zeige. Sie erwidert zögernd, einmal habe sie jemand angesehen. Der Koch versteht und bittet sie um Verzeihung. Rasmus, der Freund des Königs, drängt diesen, sich bald zu verheiraten, und schlägt vor, ein Fest zu geben und eine reiche Königstochter einzuladen. Der junge König hält nicht viel von einer Vernunftehe; er möchte aus Liebe heiraten oder gar nicht. Dennoch willigt er in das Fest ein. Allerleirauh fragt den Koch, ob sie beim Fest zusehen dürfe. Er erlaubt es ihr für eine halbe Stunde. Allerleirauh zieht das goldene Gewand aus Sonnenlichtgarn an und geht zum Fest. Der König ist verzaubert von ihrer Schönheit, tanzt mit ihr und lässt die für ihn eingeladene Königstochter stehen. Als er Allerleirauh fragt, wer sie sei, entflieht sie. Sie zieht in ihrem Kämmerchen das goldene Kleid aus, wirft wieder ihren Pelzmantel über und geht zurück in die Küche. Weil der Koch auch ein wenig beim Fest zusehen will, beauftragt er Allerleirauh, die Suppe für den König zu kochen. Dabei wirft sie den goldenen Ring ihrer Mutter hinein. Als der König diesen Ring in der Suppe findet, lässt er den Koch rufen, der zugeben muss, das „Rauhtierchen“ habe sie gekocht. Der König lässt das Mädchen holen. Als es unwissend tut, schickt er es wieder zurück.
Abermals gibt der König ein Fest, und Allerleihrauh darf wieder eine halbe Stunde lang zusehen. Sie zieht das silberne Kleid aus gewobenem Mondlicht an und tanzt mit dem König. Erneut fragt er, wer sie sei, sie sagt ihren wirklichen Namen, Lotte, und entflieht nach einem Kuss. Erneut kocht sie als Rauhtierchen die Suppe für den König und wirft diesmal das goldene Spinnrädchen hinein. Der König findet es beim Essen und lässt Allerleihrauh zu sich rufen. Als sie wieder nichts preisgibt, wird der König wütend und wirft sie zu Boden. Daraufhin will Allerleihrauh den Hof verlassen, doch Mathis redet ihr gut zu. Weil sie Mathis lieb gewonnen hat wie einen Vater, bleibt sie.
Als der König am nächsten Tag Allerleihrauh auf dem Hof trifft, fragt er sie nach der Bedeutung eines Spinnrads. Sie antwortet, dass man damit die Fäden der Liebe spinnt. Als sie daraufhin davonläuft, erkennt der König, der sich schon lange auf unerklärliche Weise zu dem Mädchen hingezogen fühlte, an ihren Bewegungen seine schöne Unbekannte. Daraufhin plant er ein drittes Fest. Aus Sorge um Allerleirauhs Wohlergehen verbietet Mathis ihr, aufs Fest zu gehen, und sperrt sie in der Küche ein. Doch als sie ihn inständig bittet und verspricht, den Pelz nach diesem Abend für immer abzulegen, lässt er sie gehen. Sie zieht das Sternenkleid an und erscheint beim Fest. Bevor sie nach einem Tanz mit dem König erneut fliehen kann, steckt ihr der König unbemerkt einen Ring an den Finger. Wieder ist in der Suppe, die der König nach dem Fest serviert bekommt, ein kleiner goldener Gegenstand, eine Haspel, die die gesponnenen Fäden aufwickeln soll. Der König lässt Allerleihrauh holen und fragt, wer sie sei. Auf ihre nichtssagende Antwort nimmt er ihre Hand, an der sein Ring steckt. Dann nimmt ihr den Pelz ab, unter dem sie noch immer das Sternenkleid trägt. Beide sind nun vereint, und der König bittet Lotte, ihm ihre ganze Geschichte zu erzählen.

## Dreharbeiten, Veröffentlichung
Die Dreharbeiten fanden vom 14. Februar 2012 bis zum 6. März 2012 statt. Gedreht wurde auf Schloss Marienburg und  Hämelschenburg sowie im Niendorfer Gehege und im Mahnmal St. Nikolai in Hamburg.
Der Märchenfilm wurde am 4. November 2012 im Rahmen der 54. Nordischen Filmtage um 10:45 Uhr im CineStar in Lübeck uraufgeführt. Allerleirauh erschien am 15. November 2012 auf DVD, die Fernseh-Erstausstrahlung erfolgte am 26. Dezember 2012.

## Märchenhintergrund
Die Handlung entspricht dem Grimmschen Märchen Allerleirauh, das wiederum auf Charles Perraults Märchen Eselshaut basiert.
Anders als im Originaltext wird jedoch der Koch mit dem Namen Mathis aufgeführt, der hier als Helferfigur dient, aber auch gleichzeitig als wahrer Vaterersatz. Allerleirauh erhält den Namen Lotte.

## Kritik
„Poetische (Fernseh-)Verfilmung eines Kinder- und Hausmärchens der Brüder Grimm (in der französischen Fassung von Charles Perrault: "Peau d'Âne"), die stimmungsvoll, mit viel Romantik und einer Spur Melancholie von der wahren, nicht fehlgeleiteten Liebe erzählt.“